# Stazione di Pantano Borghese
Stazione di Pantano Borghese 1996-ban bezárt vasútállomás Olaszországban, Monte Compatri településen.

## Vasútvonalak
Az állomást az alábbi vasútvonalak érintették:
- Róma–Fiuggi-vasútvonal

## Kapcsolódó állomások
A vasútállomáshoz az alábbi állomások vannak a legközelebb:
- Stazione di Laghetto